# Nationale vogel
Een nationale vogel is een vogel die traditioneel of anderszins wordt gebruikt om een natie te symboliseren of representeren. Ook staten binnen een natie, zoals de staten die deel uitmaken van de Verenigde Staten van Amerika, worden vaak gerepresenteerd door een vogel.
De status van nationale vogel kan zowel officieel als officieus zijn. Een voorbeeld van het laatste is de haan, die Frankrijk traditioneel symboliseert maar geen officiële status heeft.
Er zijn nationale vogels die symbool staan voor diverse landen. De Afrikaanse zeearend is de nationale vogel van zeker drie Afrikaanse landen: Namibië, Zambia en Zimbabwe.
De meeste landen hebben een nationale vogel. Indien een land geen nationale vogel heeft, wordt soms een officieuze stemming uitgeschreven om er een te kiezen. In 2015 werd de roodborst na een door de Britse vogelkundige David Lindo georganiseerde stemming gekozen als nationale vogel van het Verenigd Koninkrijk. In hetzelfde jaar werd de grutto verkozen als nationale vogel van Nederland in een door de VARA en de Vogelbescherming georganiseerde wedstrijd.

## Lijst van nationale vogels
| Land                           | Naam van de vogel                | Wetenschappelijke naam           | Officiële status | Afbeelding                                                    | Ref.          |
| ------------------------------ | -------------------------------- | -------------------------------- | ---------------- | ------------------------------------------------------------- | ------------- |
| Afghanistan                    | steenarend                       | Aquila chrysaetos                | Ja               |                                                               |               |
| Albanië                        | Steenarend                       | Aquila chrysaetos                | Ja               | Eagle Bokeh · Maakotka (Aquila chrysaetos) by Jarkko Järvinen |               |
| Angola                         | roodkuiftoerako                  | Tauraco erythrolophus            | Ja               |                                                               | [ 5 ]         |
| Anquilla                       | Antilliaanse treurduif           | Zenaida aurita                   | Ja               |                                                               | [ 6 ]         |
| Antigua en Barbuda             | Amerikaanse fregatvogel          | Fregata magnificens              | Ja               |                                                               | [ 7 ]         |
| Argentinië                     | rosse ovenvogel                  | Furnarius rufus                  | Ja               |                                                               | [ 8 ]         |
| Aruba                          | Arubaanse maïsparkiet (Prikichi) | Eupsittula pertinax arubensis    | Ja               |                                                               | [ 9 ]         |
| Australië                      | emoe                             | Dromaius novaehollandiae         | Nee              |                                                               | [ 10 ]        |
| Bahama's                       | rode flamingo                    | Phoenicopterus ruber             | Ja               |                                                               | [ 11 ]        |
| Bahrein                        | witwangbuulbuul                  | Pycnonotus leucogenys            | Ja               |                                                               | [ 12 ]        |
| Bangladesh                     | Dayallijster                     | Copsychus saularis               | Ja               |                                                               | [ 13 ]        |
| Belize                         | zwavelborsttoekan                | Ramphastos sulfuratus            | Ja               |                                                               | [ 14 ]        |
| België                         | torenvalk                        | Falco tinnunculus                | Ja               |                                                               | [ 15 ]        |
| Bhutan                         | raaf                             | Corvus corax                     | Ja               |                                                               | [ 16 ]        |
| Bolivia                        | Andescondor                      | Vultur gryphus                   | Ja               |                                                               | [ 17 ]        |
| Botswana                       | koritrap                         | Ardeotis kori                    | Ja               |                                                               | [ 18 ]        |
| Brazilië                       | roodbuiklijster                  | Turdus rufiventris               | Ja               |                                                               | [ 19 ]        |
| Britse Maagdeneilanden         | treurduif                        | Zenaida macroura                 | Ja               |                                                               | [ 20 ]        |
| Cambodja                       | reuzenibis                       | Thaumatibis gigantea             | Ja               |                                                               | [ 21 ]        |
| Chili                          | Andescondor                      | Vultur gryphus                   | Ja               |                                                               | [ 22 ]        |
| Colombia                       | Andescondor                      | Vultur gryphus                   | Ja               |                                                               | [ 23 ]        |
| Costa Rica                     | Grays lijster                    | Turdus grayi                     | Ja               |                                                               | [ 24 ]        |
| Cuba                           | Cubaanse trogon                  | Priotelus temnurus               | Ja               |                                                               | [ 25 ]        |
| Denemarken                     | knobbelzwaan                     | Cygnus olor                      | Ja               |                                                               | [ 26 ]        |
| Dominica                       | keizeramazone                    | Amazona imperialis               | Ja               |                                                               | [ 27 ]        |
| Dominicaanse Republiek         | palmtapuit                       | Dulus dominicus                  | Ja               |                                                               | [ 28 ]        |
| Duitsland                      | steenarend                       | Aquila chrysaetos                | Ja               |                                                               | [ 29 ]        |
| Ecuador                        | Andescondor                      | Vultur gryphus                   | Ja               |                                                               | [ 30 ]        |
| El Salvador                    | wenkbrauwmotmot                  | Eumomota superciliosa            | Ja               |                                                               | [ 31 ]        |
| Estland                        | boerenzwaluw                     | Hirundo rustica                  | Ja               |                                                               | [ 32 ]        |
| Faeröer                        | scholekster                      | Haematopus ostralegus            | Ja               |                                                               | [ 33 ]        |
| Filipijnen                     | apenarend                        | Pithecophaga jefferyi            | Ja               |                                                               | [ 34 ]        |
| Finland                        | wilde zwaan                      | Cygnus cygnus                    | Ja               |                                                               | [ 35 ]        |
| Frankrijk                      | Gallische haan                   | Gallus gallus                    | Nee              |                                                               | [ 36 ]        |
| Gibraltar                      | Barbarijse patrijs               | Alectoris barbara                | Ja               |                                                               | [ 37 ]        |
| Griekenland                    | steenuil                         | Athene noctua                    | Ja               |                                                               |               |
| Grenada                        | Grenadaduif                      | Leptotila wellsi                 | Ja               |                                                               | [ 38 ]        |
| Guatemala                      | quetzal                          | Pharomachrus mocinno             | Ja               |                                                               | [ 39 ]        |
| Guyana                         | hoatzin                          | Opisthocomus hoazin              | Ja               |                                                               | [ 40 ]        |
| Haïti                          | Hispaniolatrogon                 | Priotelus roseigaster            | Ja               |                                                               | [ 41 ]        |
| Honduras                       | geelvleugelara                   | Ara macao                        | Ja               |                                                               | [ 42 ]        |
| Hongarije                      | sakervalk                        | Falco cherrug                    | Ja               |                                                               | [ 43 ]        |
| IJsland                        | giervalk                         | Falco rusticolus                 | Ja               |                                                               | [ 44 ]        |
| India                          | blauwe pauw                      | Pavo cristatus                   | Ja               |                                                               | [ 45 ]        |
| Indonesië                      | Javaanse kuifarend               | Nisaetus bartelsi                | Ja               |                                                               | [ 46 ]        |
| Irak                           | Aziatische steenpatrijs          | Alectoris chukar                 | Ja               |                                                               | [ 47 ]        |
| Iran                           | nachtegaal                       | Luscinia megarhynchos            | Ja               |                                                               | [ 48 ]        |
| Israël                         | hop                              | Upupa epops                      | Ja               |                                                               | [ 49 ]        |
| Italië                         | Italiaanse mus                   | Passer italiae                   | Ja               |                                                               | [ 50 ]        |
| Ivoorkust                      | witwangtoerako                   | Tauraco leucotis                 | Ja               |                                                               |               |
| Jamaica                        | wimpelstaartkolibrie             | Trochilus polytmus               | Ja               |                                                               | [ 51 ]        |
| Japan                          | groene fazant                    | Phasianus versicolor             | Ja               |                                                               | [ 52 ]        |
| Jordanië                       | Sinairoodmus                     | Carpodacus synoicus              | Ja               |                                                               | [ 53 ]        |
| Kaaimaneilanden                | Cuba-amazone                     | Amazona leucocephala caymanensis | Ja               |                                                               | [ 54 ]        |
| Kaapverdië                     | grijskopijsvogel                 | Halcyon leucocephala             | Ja               |                                                               |               |
| Letland                        | witte kwikstaart                 | Motacilla alba                   | Ja               |                                                               | [ 55 ]        |
| Liberia                        | grauwe buulbuul                  | Pycnonotus barbatus              | Ja               |                                                               | [ 53 ]        |
| Litouwen                       | ooievaar                         | Ciconia ciconia                  | Ja               |                                                               | [ 56 ]        |
| Luxemburg                      | goudhaan                         | Regulus regulus                  | Ja               |                                                               | [ 57 ]        |
| Malawi                         | bandstaarttrogon                 | Apaloderma vittatum              | Ja               |                                                               |               |
| Maleisië                       | gewone neushoornvogel            | Buceros rhinoceros               | Ja               |                                                               |               |
| Malta                          | blauwe rotslijster               | Monticola solitarius             | Ja               |                                                               | [ 58 ]        |
| Mauritius                      | dodo                             | Raphus cucullatus                | Ja               |                                                               |               |
| Mexico                         | noordelijke kuifcaracara         | Caracara cheriway                | Ja               |                                                               | [ 59 ]        |
| Mongolië                       | Sakervalk                        | Falco cherrug                    | Ja               |                                                               | [ 60 ]        |
| Montserrat                     | montserrattroepiaal              | Icterus oberi                    | Ja               |                                                               | [ 61 ]        |
| Namibië                        | Afrikaanse zeearend              | Haliaeetus vocifer               | Ja               |                                                               | [ 62 ] [ 63 ] |
| Nederland                      | grutto                           | Limosa limosa                    | Nee              |                                                               | [ 4 ]         |
| Nepal                          | Himalayaglansfazant              | Lophophorus impejanus            | Ja               |                                                               | [ 64 ]        |
| Nicaragua                      | wenkbrauwmotmot                  | Eumomota superciliosa            | Ja               |                                                               | [ 65 ]        |
| Nigeria                        | zwarte kroonkraan                | Balearica pavonina               | Ja               |                                                               | [ 66 ]        |
| Noorwegen                      | waterspreeuw                     | Cinclus cinclus                  | Ja               |                                                               | [ 67 ]        |
| Oeganda                        | grijze kroonkraan                | Balearica regulorum gibbericeps  | Ja               |                                                               | [ 68 ]        |
| Oostenrijk                     | boerenzwaluw                     | Hirundo rustica                  | Ja               |                                                               | [ 69 ]        |
| Pakistan                       | Aziatische steenpatrijs          | Alectoris chukar                 | Ja               |                                                               | [ 70 ]        |
| Panama                         | harpij                           | Harpia harpyja                   | Ja               |                                                               | [ 71 ]        |
| Papoea-Nieuw-Guinea            | Raggi's paradijsvogel            | Paradisaea raggiana              | Ja               |                                                               | [ 72 ]        |
| Paraguay                       | naaktkeelklokvogel               | Procnias nudicollis              | Ja               |                                                               | [ 73 ]        |
| Peru                           | rode rotshaan                    | Rupicola peruvianus              | Ja               |                                                               | [ 74 ]        |
| Puerto Rico                    | Puertoricaanse spindalis         | Spindalis Portoricensis          | Ja               |                                                               | [ 75 ]        |
| Sint Helena                    | Sint-Helenaplevier               | Charadrius sanctaehelenae        | Ja               |                                                               | [ 76 ]        |
| Saint Kitts en Nevis           | bruine pelikaan                  | Pelecanus occidentalis           | Ja               |                                                               | [ 77 ]        |
| Saint Vincent en de Grenadines | Sint-Vincentamazone              | Amazona guildingii               | Ja               |                                                               | [ 78 ]        |
| Servië                         | vale gier                        | Gyps fulvus                      | Ja               |                                                               | [ 79 ]        |
| Sri Lanka                      | ceylonhoen                       | Gallus lafayetii                 | Ja               |                                                               | [ 80 ]        |
| Soedan                         | secretarisvogel                  | Sagittarius serpentarius         | Ja               |                                                               |               |
| Suriname                       | Grote kiskadie                   | Pitangus sulphuratus             | Ja               | Kourou yellow black bird                                      |               |
| Swaziland                      | purperkuiftoerako                | Tauraco porphyreolophus          | Ja               |                                                               | [ 81 ]        |
| Thailand                       | kuifloze prelaatfazant           | Lophura diardi                   | Ja               |                                                               | [ 82 ]        |
| Trinidad en Tobago             | rode ibis                        | Eudocimus ruber                  | Ja               |                                                               | [ 83 ]        |
| Turkije                        | koperwiek                        | Turdus iliacus                   | Ja               |                                                               |               |
| Vaticaanstad                   | Duiven                           | Columbidae                       | Ja               | Rock dove - natures pics                                      |               |
| Venezuela                      | oranje troepiaal                 | Icterus icterus                  | Ja               |                                                               | [ 84 ]        |
| Verenigde Staten               | Amerikaanse zeearend             | Haliaeetus leucocephalus         | Ja               |                                                               | [ 85 ]        |
| Verenigd Koninkrijk            | roodborst                        | Erithacus rubecula               | Nee              |                                                               | [ 86 ] [ 87 ] |
| Wit-Rusland                    | ooievaar                         | Ciconia ciconia                  | Ja               |                                                               | [ 88 ]        |
| Zambia                         | Afrikaanse zeearend              | Haliaeetus vocifer               | Ja               |                                                               | [ 81 ] [ 89 ] |
| Zimbabwe                       | Afrikaanse zeearend              | Haliaeetus vocifer               | Ja               |                                                               | [ 81 ]        |
| Zuid-Afrika                    | Stanleys kraanvogel              | Anthropoides paradisea           | Ja               |                                                               | [ 81 ] [ 90 ] |
| Zuid-Soedan                    | Afrikaanse zeearend              | Haliaeetus vocifer               | Ja               |                                                               |               |
| Zweden                         | merel                            | Turdus merula                    | Ja               |                                                               | [ 91 ]        |